# Hippomane spinosa
Hippomane spinosa — вид квіткових рослин родини молочайні (Euphorbiaceae).

## Поширення
Ендемік острова Гаїті. Середовищем поширення є іспаньйольські сухі ліси на висоті 0-300 над рівнем моря з річною кількістю опадів 400—1200 мм. Також цей вид росте в зоні переходу до субтропічних вологих лісів.

## Опис
Невелике дерево заввишки до 15 м.